# Deval Patrick
Deval Laurdine Patrick (Chicago, 31 de juliol de 1956) és un polític estatunidenc que fou governador de l'estat de Massachusetts per dues legislatures, entre el 4 de gener del 2007 i el 8 de gener del 2015. El 7 de novembre de 2006, Patrick es va convertir en la primera persona de raça negra triada per al càrrec de governador de Massachusetts i en el quart governador afroamericà en tota la història del país (sense comptar el territori de les Illes Verges Estatsunidenques). A les eleccions del 2006, va guanyar amb un 56% del vot, amb 20 punts d'avantatge sobre el seu rival directe, Kerry Healy. Va prendre possessió del seu càrrec el gener de 2007. Està casat amb Diane Patrick i té dues filles, Sarah i Katherine. Pertany al  Partit Demòcrata.